# Pyrus eldarica
Pyrus eldarica är en rosväxtart som beskrevs av Aleksandr Alfonsovitj Grossgejm. Pyrus eldarica ingår i släktet päronsläktet, och familjen rosväxter. Inga underarter finns listade i Catalogue of Life.